# Timothy Grubb
Timothy Grubb (né le 30 mai 1954 à Grantham, mort le 11 mai 2010 à Paris (Illinois)) est un cavalier britannique de saut d’obstacles.

## Carrière
Timothy Grubb fait d'abord une carrière de jockey d'obstacle en sport hippique, mais, après des blessures au bout de dix-huit mois, devient cavalier de saut d'obstacles et a des premiers succès dans les concours amateurs.
En 1978, il épouse la cavalière américaine Michele McEvoy et s'installe aux États-Unis. Sélectionné pour les Jeux olympiques d'été de 1980 à Moscou, après le boycott, il participe à l'événement alternatif à Rotterdam et y remporte la médaille d'argent par équipe. Aux Jeux olympiques d'été de 1984 à Los Angeles, l'équipe britannique gagne la médaille d'argent.
Au début des années 1990, il gagne dans les principales compétitions américaines, notamment l'American Grand Prix Association Championship. En 1994, il prend la nationalité américaine et participe avec les États-Unis aux Jeux équestres mondiaux de 1994. Il manque d'être sélectionné aux Jeux olympiques d'été de 1996 et se retire peu à peu de la compétition pour se consacrer à l'entraînement et à la vente de chevaux.

## Source, notes et références
1. ↑  (en) « British Show Jumping Olympian Tim Grubb Dies at 55 », sur Expert advice on horse care and horse riding (consulté le 3 octobre 2020).
2. ↑  (en) « Three-time British Olympic showjumper Tim Grubb dies - Horse & Hound », sur Horse & Hound, 12 mai 2010 (consulté le 3 octobre 2020).

- (en) Cet article est partiellement ou en totalité issu de l’article de Wikipédia en anglais intitulé « Timothy Grubb » (voir la liste des auteurs).